# Мартін Кунцль
Мартін Кунцль (чеськ. Martin Kuncl, нар. 1 квітня 1984, Брно) — чеський футболіст, захисник чеського клубу «Реберг».
Виступав, зокрема, за клуби «Брно» та «Словацко», а також молодіжну збірну Чехії.

## Клубна кар'єра
Народився 1 квітня 1984 року в місті Брно. Вихованець футбольної школи клубу «Брно». Дорослу футбольну кар'єру розпочав 2005 року в основній команді того ж клубу, в якій провів чотири сезони, взявши участь у 53 матчах чемпіонату. 
Протягом 2009 року захищав кольори клубу «Спарта» II.
Своєю грою за останню команду привернув увагу представників тренерського штабу клубу «Словацко», до складу якого приєднався 2010 року. Відіграв за команду з Угерське-Градіште наступні шість сезонів своєї ігрової кар'єри. Більшість часу, проведеного у складі «Словацко», був основним гравцем захисту команди.
Згодом грав за низку нижчолігових австрійських команд. 

## Виступи за збірну
2007 року залучався до складу молодіжної збірної Чехії. На молодіжному рівні зіграв в одному офіційному матчі.